# Razseljena oseba
Razseljena oseba je slovenski dramski film iz leta 1982 v režiji Marjana Cigliča po scenariju Draga Jančarja. Sin domobranca Peter se iz Argentine vrne v domovino, kjer se spoprijatelji z arhitektom, toda njun odnos vseskozi trpi zaradi ideoloških sporov.

## Igralci
- Teja Glažar
- Jožica Avbelj
- Ivo Ban kot Kladnik
- Ivo Barišič
- Miloš Battelino
- Polde Bibič
- Armando lažina
- Marijan lažina
- Tamara lažina
- Maja Boh
- Stanislava Bonisegna
- Peter Boštjančič
- Miran Bulič
- Slavko Cerjak
- Mihaela Drnovšek
- Metka Franko
- Maks Furijan
- Alberto Gregorič
- Angelca Hlebce
- Andreja Humar
- Zmago Jelinčič
- Janez Jemec
- Pavle  Jeršin
- Jože Kovačič
- Željko Kozinc
- Tomaž Kralj
- Sandi Krošl kot profesor
- Slava Maroševič kot Petrova teta
- Branko Miklavc
- Irena Mislej
- Andrej Nahtigal
- Jerko Novak
- Volodja Peer kot Lojze
- Vinko Podgoršek
- Draga Potočnjak
- Peter Praznik
- Bogi Pretnar
- Jože Pristov
- Žarko Raletič
- Dušan Šandak
- France Severkar
- Ingrid Šircelj
- Dušan Škedl
- Voja Sodatović
- Marjan Srienc
- Matjaž Turk
- Dare Ulaga
- Matjaž Višnar kot Peter Dolenc
- Irena Železnikar